# 천응 (대장화)
천응(天應, 927년 ~ 928년)은 대장화(大長和) 공혜제(恭惠帝) 정륭단(鄭隆亶)의 연호이다.

## 연대 대조표
| 천응       | 원년       | 2년        |
| 서기(西紀) | 927년      | 928년      |
| 간지(干支) | 정해(丁亥) | 무자(戊子) |

## 동시대 연호
| 이전 연호 초력(初曆) | 중국의 연호 대장화(大長和) | 다음 연호 대천흥 존성(尊聖) |